# Kompaktes Objekt (Astronomie)
Unter einem kompakten Objekt oder kompakten Stern (englisch compact star/object) versteht man in der Astronomie einen Körper, dessen Dichte mit über  109 kg/m3 extrem hoch ist.
Jedes kompakte Objekt ist Überrest eines verendeten Sterns, in dem keine Kernfusion mehr stattfindet. Je nach der Masse des ursprünglichen Sterns sind drei Typen kompakter Objekte bekannt und durch Beobachtungen bestätigt:
- Weiße Zwerge
- Neutronensterne
- Schwarze Löcher

Daneben gibt es hypothetische Klassen, zu denen noch keine real existierenden Exemplare entdeckt wurden, etwa der Quarkstern.
Allen kompakten Objekten ist gemeinsam, dass ihre Kompaktheit eine wesentliche Verzerrung der Raumzeit in ihrer Umgebung erzeugt, so dass sie nur mit Hilfe der Allgemeinen Relativitätstheorie vollständig beschrieben werden können. Sie sind Forschungsgegenstand der relativistischen Astrophysik.